# كارل سي. بوب
كارل سي. بوب هو قاضي ومحامي وسياسي أمريكي، ولد في 22 يوليو 1834، وتوفي في 23 فبراير 1911. نشط حزبياً في الحزب الجمهوري والحزب الديمقراطي. وقد انتخب عضو جمعية ولاية ويسكونسن ‏ وانتخب عضو مجلس ولاية ويسكونسن ‏.